# Dačického dům
Dačického dům je dům s barokní fasádou v Kutné Hoře, Komenského náměstí 41. Svojí hmotou vytváří nároží Komenského náměstí a Rejskovy ulice. Je jedinečný tím, že uvnitř můžete interaktivně zhlédnout všechny památky UNESCO v České republice na jednom místě. Uvnitř se nachází Vzdělávací a prezentační centrum kulturního dědictví UNESCO.

## Popis
Je významný svým zachovalým pozdně gotickým jádrem a vrcholně barokní fasádou s gotickými prvky a kulturně jako někdejší sídlo utrakvistického biskupa a rodiště kronikáře Mikuláše Dačického z Heslova. Dům má čtyři podlaží, terasu a gotické sklepení. Dům je v současné době zpřístupněn veřejnosti k turistické prohlídce a jsou zde promítány i informace o historii Kutné Hory. K dispozici je zde k pronájmu i dva konferenční sály. Dům provozuje nezisková organizace Nadace UNESCO Kutná Hora.

## Historie

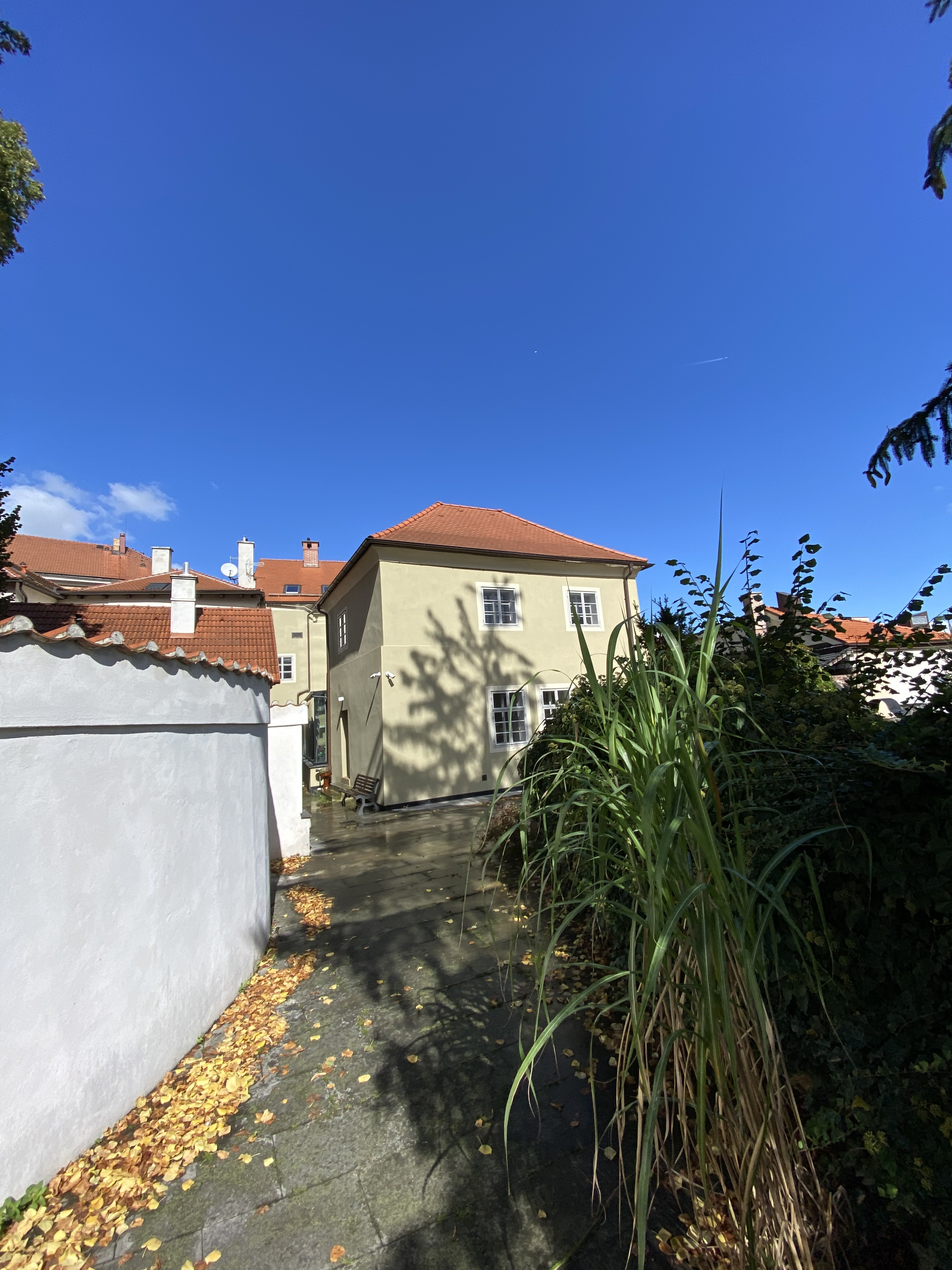
Dačického dům

První písemná zmínka o historii domu je z roku 1426–1489 z první dochované městské knihy. Významná přestavba domu proběhla kolem roku 1506. V té době se jmenoval Biskupský, protože přestavba byla provedena pro světícího biskupa utrakvistické církve Filipa Villanuovu Sidonského, který zde pobýval od roku 1506, až do své smrti v roce 1507.
V roce 1536 koupil dům Ondřej Křivoláček zvaný Dačický a jemu a jeho manželce Dorotě se zde v roce 1555 narodil syn Mikuláš Dačický. V druhé polovině 16. století byla provedena renesanční úprava, zmenšení oken v severní fasádě a pokrytí celého obvodového pláště psaníčkovým sgrafitem.
K další přestavbě došlo na sklonku 17. století a především ve třetí čtvrtině 18. století. V té době byla provedena změna vnějšího vzhledu domu novou fasádou, která odstranila gotický arkýř a dodala zdobnou štukovou dekoraci.
Po roce 1800 byla v rámci první klasicistní přestavby domu překlenuta původní ulička mezi domy čp. 41 a 42. Druhá výraznější přestavba v období klasicismu se uskutečnila mezi lety 1841 – 1842. V domě byly zřízeny činžovní byty, a zazděno bylo podloubí.
Ve dvacátém století dům sloužil jako hlavní část restaurace U Šašků, později byl znárodněn a připadl do vlastnictví Města Kutná Hora. V sedmdesátých letech zde byla provedena necitlivá adaptace na byty s provozovnou v přízemí. Postupem doby byl dům dlouhou řadu let neobydlený.
V roce 2014 se Ministerstvo pro místní rozvoj rozhodlo dům opravit. Rekonstrukce započala v lednu 2015. Stála 70,1 mil. korun a dokončena byla za 40 týdnů. Rekonstrukce přinesla několik objevů. Pod dřevěnou podlahou Biskupské kaple byla nalezena středověká šestiúhelníková dlaždice vyrobená okolo roku 1500. Od rohu k rohu má 40 cm a stala se logem v expozici. Ve dvoře památkáři objevili metr pod zemí zasypaný sloup patřící zaniklé místnosti. V patře objevili gotický portál včetně původní omítky.
V Dačickém domě se v současné době setkává přítomnost s historií. Budova je uvnitř moderně zrekonstruovaná se zachováním a restaurováním nejcennějších historických prvků. Fasáda byla také nově restaurována se štukovými prvky a freskou Madony.

## Galerie

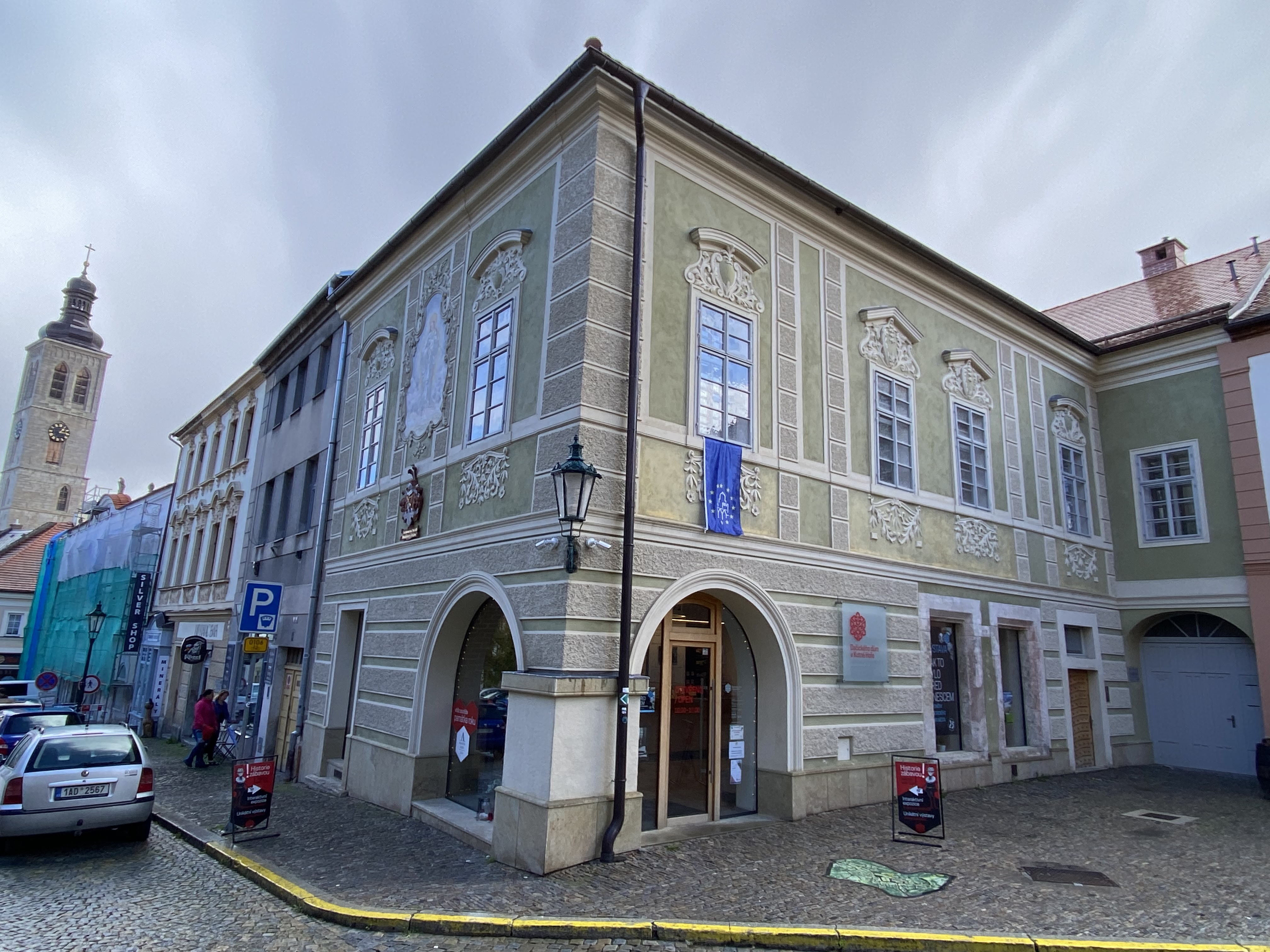
Dačického dům
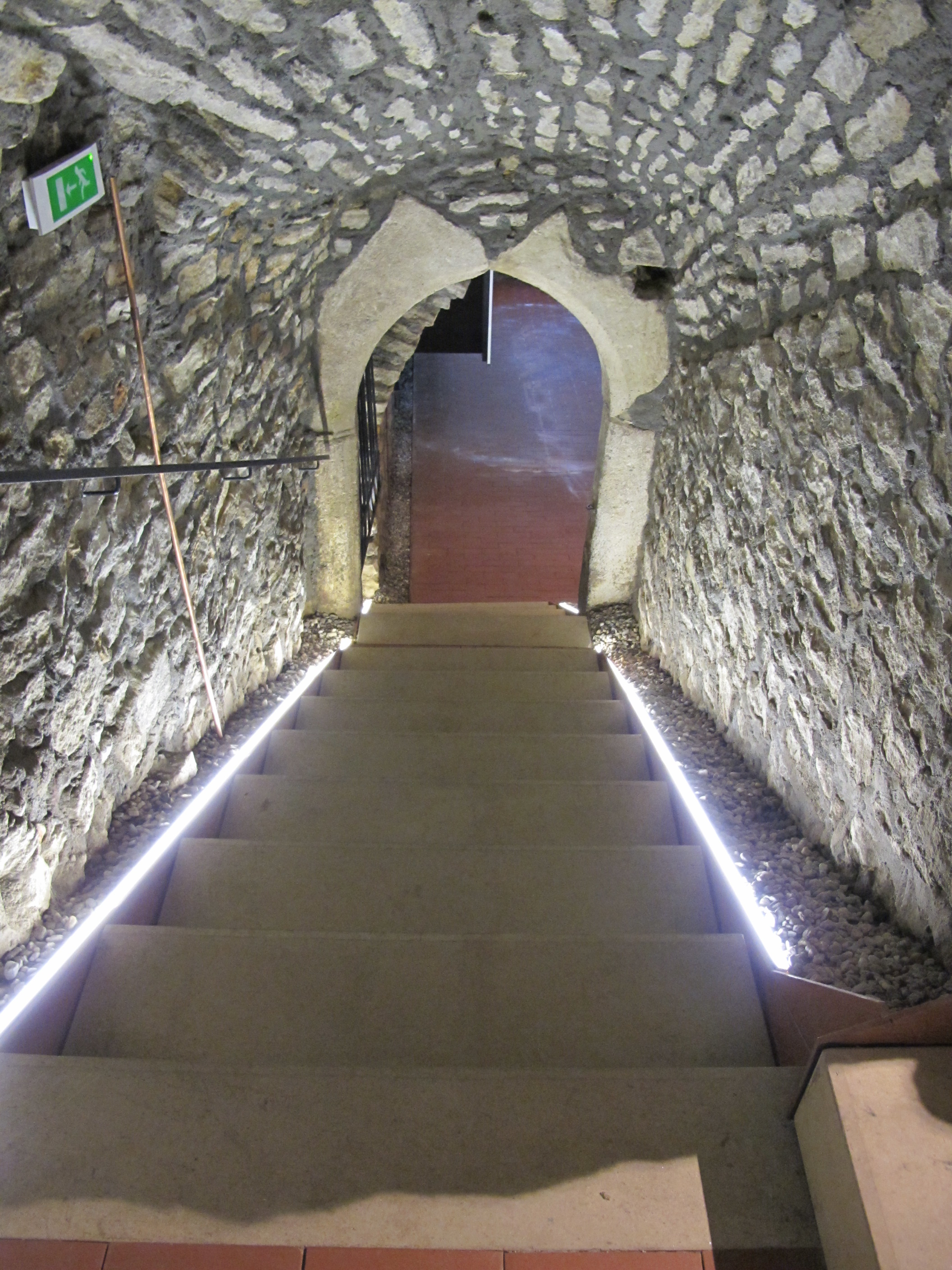
Gotické sklepení
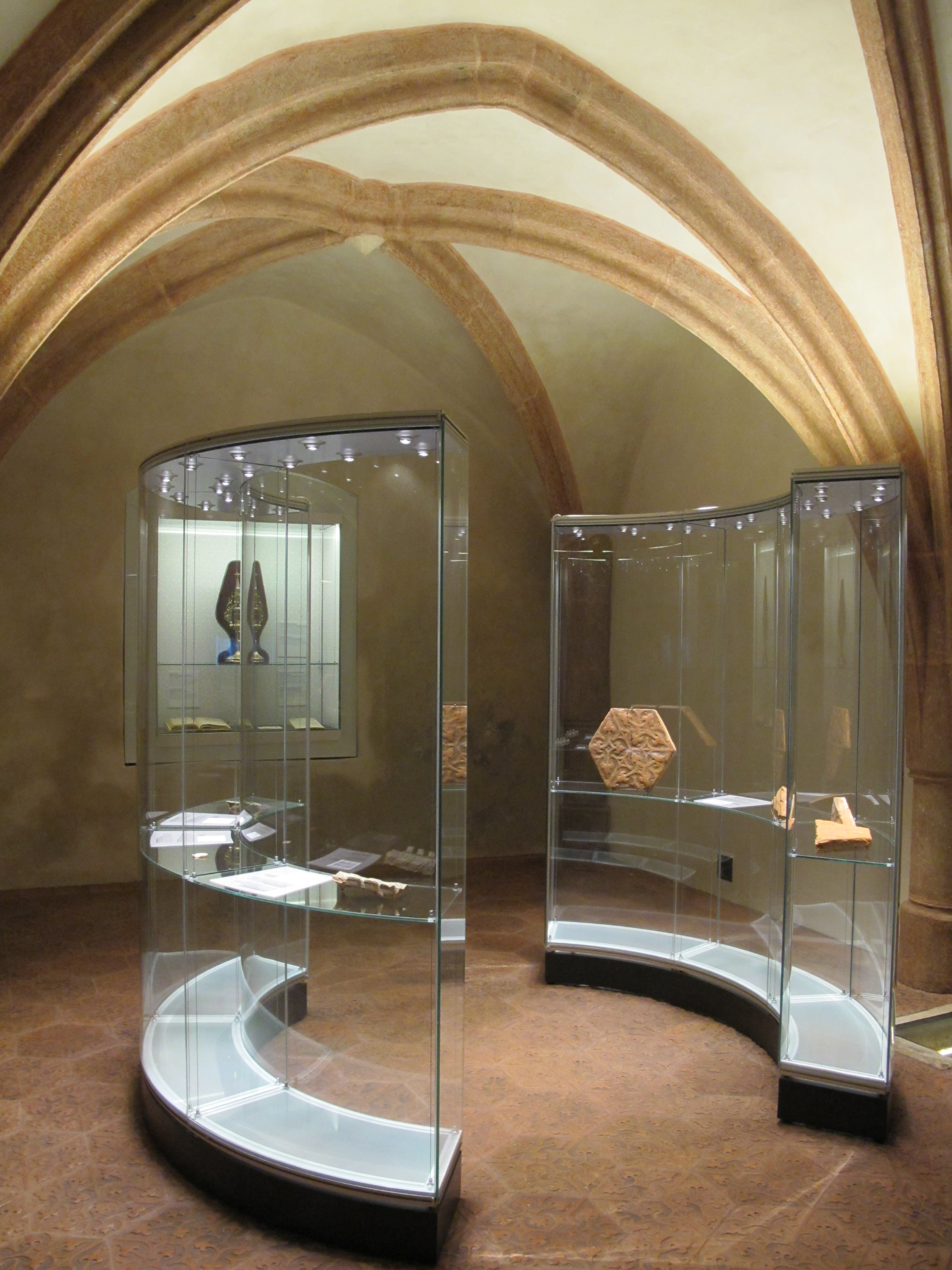
Biskupská kaple
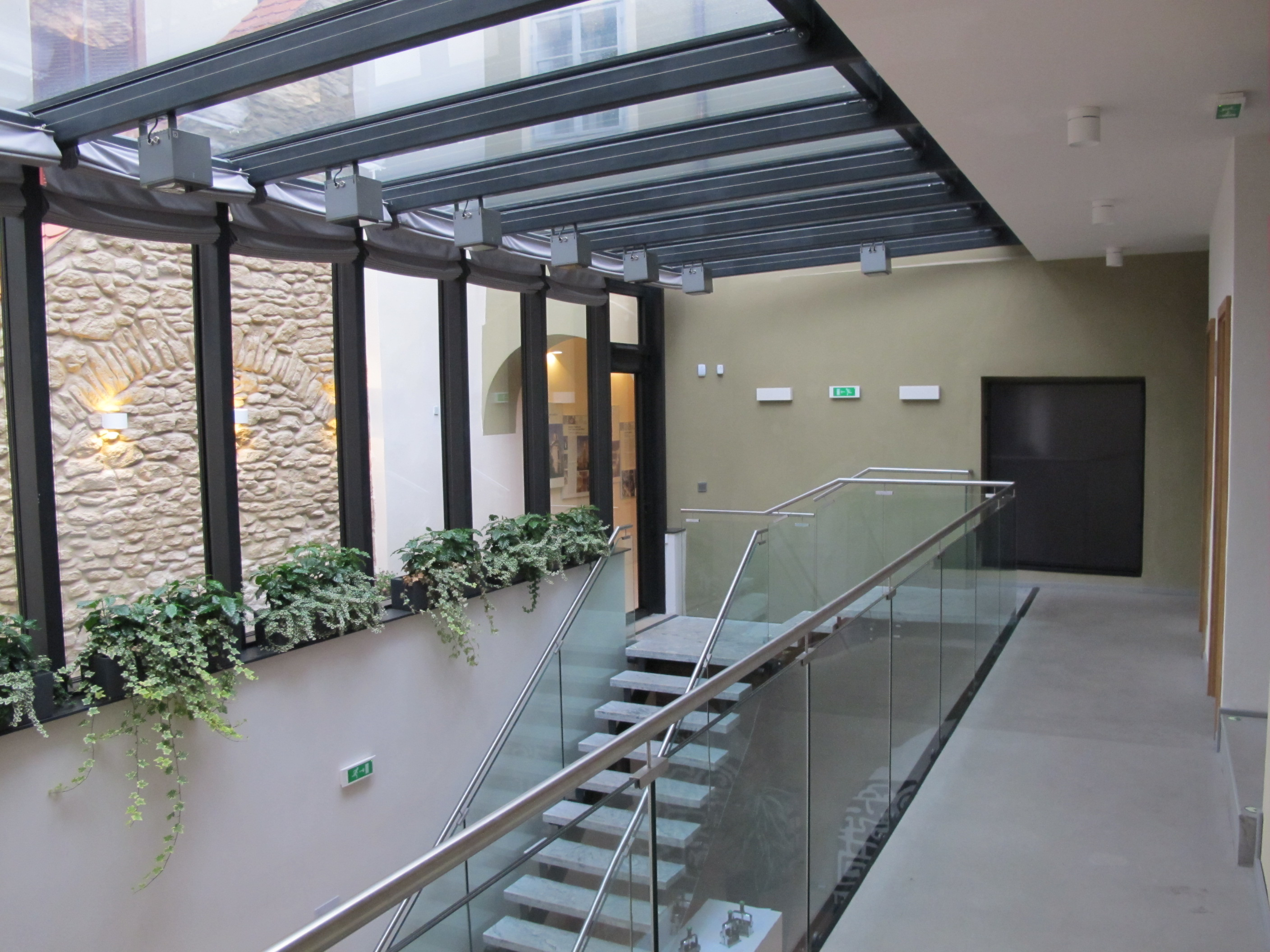
Interiér Dačický dům
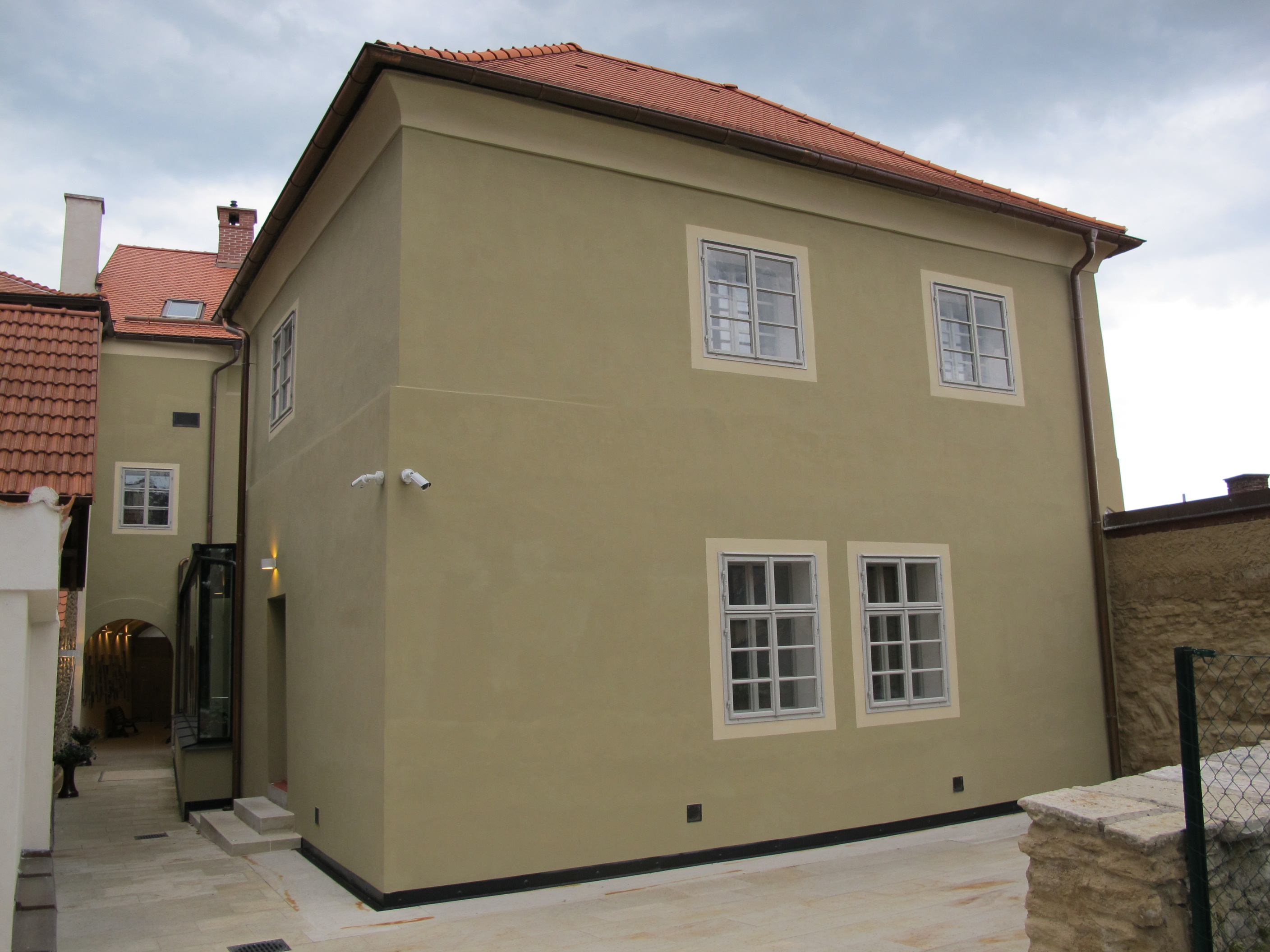
Dačického dům pohled z terasy
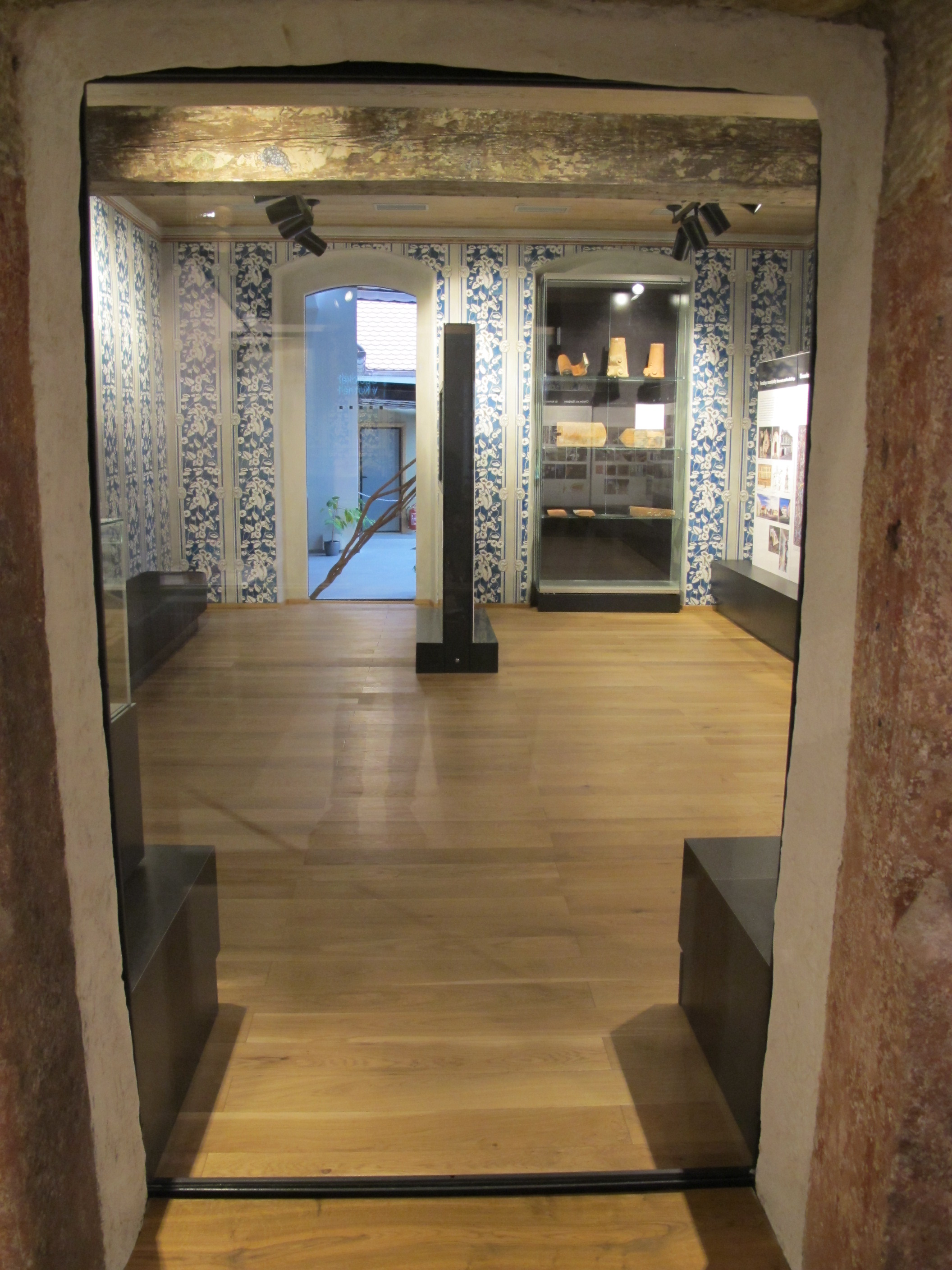
Interiér Dačického domu